# مارک گودسون
مارک گودسون (انگلیسی: Mark Goodson؛ ۱۴ ژانویه ۱۹۱۵ – ۱۸ دسامبر ۱۹۹۲) تهیه‌کننده تلویزیونی اهل ایالات متحده آمریکا بود. وی بین سال‌های ۱۹۳۷ تا ۱۹۹۲ میلادی فعالیت می‌کرد.